# Toriko
Toriko (トリコ?) es una serie de manga escrita e ilustrada por Mitsutoshi Shimabukuro. Narra la historia de Toriko, un Bishoku-ya; proveedor de comida gourmet, especializado en ingredientes y animales raros, sus viajes y luchas para conseguirlos y completar su menú completo. La serie se comenzó a publicar a partir del 19 de mayo de 2008 por la editorial Shūeisha en la revista Shōnen Jump, siendo recopilado desde entonces en 40 volúmenes, que se dio por finalizado el 21 de noviembre de 2016. El manga fue adaptado en una OVA que se estrenó durante el Jump Super Anime Tour en el 2009. Una serie de anime fue estrenada en abril de 2011, la cual ha sido emitida semanalmente en Fuji TV hasta el 30 de marzo de 2014.

## Argumento
El planeta de Toriko se separa en dos partes; el mundo de los humanos (人間界, Ningen-kai) y el Mundo Gourmet (グルメ界, Gurume-kai). El mundo humano es donde existe la civilización moderna y ocupa sólo el 30% del planeta, el resto es el Mundo Gourmet, que es inhóspito para la mayoría de los seres humanos debido a la fuerza de la vida silvestre y los cambios climáticos extremos. En la Era Gourmet que comenzó hace cinco siglos en el final de la guerra de cien años, el sabor y la textura de los alimentos se ha vuelto muy importante. La Organización Internacional del Gourmet, o IGO, mantiene el orden y defiende a los civiles de los animales peligrosos y criminales gourmet. Originalmente la IGO estaba afiliada a las Naciones Unidas, la IGO es ahora independiente de ellos y tiene más influencia, ya que se compone de 360 naciones. Se aplican una calificación numérica de 1 a 100, denominado Niveles de captura, para la mayoría de los ingredientes en función de la dificultad de adquirirlo. La IGO tiene un grupo de siete individuos con un paladar altamente sensible, llamado el Seven Gourmet o G-7, que está a cargo de asignar la cantidad de estrellas de los restaurantes y clasificación del ranking de los chefs.
Los individuos conocidos como cazadores gourmet (también llamados "Proveedores de comida gourmet"), que por lo general han entrenado sus habilidades hasta el nivel sobrehumano, son contratados regularmente por restaurantes y los ricos a buscar los ingredientes de más alto nivel y los animales más raros. Uno también puede aumentar su fuerza mediante la implantación de células Gourmet en sus cuerpos. Los Resucitadores Gourmet son los que se dedican a proteger los ingredientes de la extinción o agotamiento, así como también se encargan de traer de vuelta a la vida ingredientes extintos y que también puede detener a las personas que participan en la transacción de mercancías ilegales o violan las leyes de la caza furtiva.

## Contenido de la obra

### Manga
Escrito e ilustrado por Mitsutoshi Shimabukuro, Toriko comenzó la serialización en la antología del manga en la Weekly Shonen Jump el 19 de mayo de 2008. En los diferentes capítulos se han publicado en volúmenes tankōbon desde el 4 de noviembre de 2008. Como de 4 de junio de 2014, la serie abarca más de 253 capítulos y 30 volúmenes tankōbon. Los lectores y seguidores de la serie pueden presentar ideas y diseños para los monstruos y los ingredientes que aparecen en el manga.
Shimabukuro colaboró con Eiichiro Oda, autor de One Piece, en un crossover de su serie titulada One Piece x Toriko: La Comida Verdadera! Fruta del Diablo, que se desarrolló en el 4 de abril de 2011 en cuestión de la Weekly Shonen Jump. También hay una serie de manga spin-off titulado Academia Gourmet Toriko (グルメ学園トリコ), escrito por Toshinori Takayama e ilustrado por Akitsugu Mizumoto. Se ha serializado en la revista mensual Jump Saikyō desde 2011, con cinco recogido en tankōbon desde el 4 de marzo de 2014.
En San Diego Comic-Con International 2009, Viz Media anunció que había licenciado a Toriko para un lanzamiento en idioma inglés. El primer volumen recogido de Toriko fue lanzado el 1 de junio de 2010, y Viz ha publicado diecinueve volúmenes como de 3 de diciembre de 2013. El manga se estrenó en la edición de febrero de 2010 de un suplemento digital disponible sólo para suscriptores de impreso de Viz Shonen Jump revista. Cuando la revista impresa terminó, Toriko fue uno de los lanzamiento títulos de su sucesor digital de la Weekly Shonen Jump (originalmente llamado Weekly Shonen Jump Alfa ), comenzando con el capítulo 171 en su edición debut el 30 de enero de 2012. El Toriko y una pieza de cruce se envió a sus suscriptores anuales de la revista que se inscribieron antes del 30 de abril de 2012. Madman Entertainment lanzó el primer volumen en Australia el 10 de julio de 2010 y ha lanzado catorce volúmenes, de 10 de marzo de 2013.

### Película
Un cortometraje titulado simplemente Toriko, dirigido por Mitsuru Obunai y producido por ufotable, se mostró el 12 de octubre de 2009 en el Tour de Super Jump Anime 2009. Fue transmitido en el sitio web en inglés de la Weekly Shonen Jump durante un mes. Más tarde, un segundo corto de Toriko titulado Capturar el Bárbaro Ivy (!トリコバーバリアンアイビーを捕獲せよ ?) se presentó en Salto de Super Anime Tour del año siguiente, el 23 de octubre de 2010.
Una película animada en 3D, llamada Toriko 3D: Kaimaku! Gourmet Adventure!! (トリコ3D開幕グルメアドベンチャー Toriko Surīdī:!! Kaimaku Gurume Adobenchā !! ? ), producida por Toei Animation, fue estrenada en los cines de Japón el 19 de marzo de 2011 como un programa doble con la película de One Piece 3D llamada:. Caza Mugiwara. Un largometraje, Toriko la película: Menú Especial de Bishokushin (劇場版トリコ美食神の超食 Gekijo-ban Toriko Bishoku-shin no Cho Shoku Takara ? ), fue lanzada en los cines el 27 de julio de 2013.

## Anime
En diciembre de 2010, se anunció que Toei Animation quería adaptar Toriko en una serie de anime de televisión en 2011. Está dirigida por Akifumi Zako y comenzó a emitir en Japón en Fuji Television el 3 de abril de 2011. Se hizo cargo de Dragon Ball Kai 09 a. m. slot 's el domingo en el "Dream 9" time-slot, que se transmitirá antes de One Piece. A, episodio considerado cruce especial entre Toriko y de One Piece 1 de Toriko y episodio 492 de One Piece, salió al aire como el estreno de la serie, con otro entre la emisión de dos series el 10 de abril de 2012, episodio 51 de Toriko y episodio 542 de One Piece. Un cruce de dos partes de una hora especial entre Toriko, de One Piece y Dragon Ball Z se emitió en Fuji TV del 7 de abril de 2013. Conocida como Sueño 9 Toriko y de One Piece y Dragon Ball Z Súper Colaboración Especial !!, las partes se consideran episodio 590 de One Piece y el episodio 99 de Toriko, respectivamente. El anime de Toriko terminó inconcluso con 147 episodios, el 30 de marzo de 2014, siendo reemplazado por el regreso de Dragon Ball Kai.
En 2011, FUNimation Entertainment anunció que Toriko fue licenciada para la transmisión en Norteamérica dentro de cuatro días después de la emisión japonesa. Se estrenó el sitio web oficial de Hulu y de Funimation el 14 de abril. Con el tiempo, la serie fue reprogramada para transmitirse dentro de tres días después de la emisión japonesa. Funimation comenzó a lanzar la serie en DVD con un doblaje en inglés desde el 8 de enero de 2013. Mad Entertainment anunció que licenciará el anime de Australia y Asia el 3 de febrero de 2013.

## Otros medios
Un libro titulado Toriko Gaiden (トリコ外伝 ? ) se publicó el 2 de octubre de 2009, que incluye una entrevista con Mitsutoshi Shimabukuro, en 2007 se publica el primer one shot de Toriko, y otros one shots sin relación hechos por el autor. El libro Guía de la Caza Gourmet de Toriko (トリコグルメハンティングブック ? ) fue lanzado el 4 de noviembre de 2011 e incluye el one-shot original para Toriko de 2002 y el capítulo de cruce con One piece.
Ha habido cinco videojuegos creados por Namco Bandai basados en Toriko. Dos para la PlayStation Portable, Toriko: Gourmet Survival (2011) y Toriko: Gourmet Survival! 2 (2012), [39] [40] y tres para el Nintendo 3DS, Toriko: Monsters Gourmet (2012), Toriko: Gourmet Battle (2013) y Toriko: Ultimate Survival. Toriko y Zebra también son personajes jugables en la Weekly Shonen Jump de cruce de PlayStation 3 y PlayStation Vita del tipo juego de lucha J-Stars vs Victory.

## Personajes principales
- Toriko (トリコ)

Un cazador gourmet (Bishokuya) con un anormal y gran apetito (es capaz de comerse un banquete para 500 personas y solo 1/10 de él se llenaría). Él es conocido como uno de los “cuatro reyes celestiales” (Shintennou bishokuya), y es apodado como “el glotón”. A pesar de tener un poder masivo y enorme apetito, nunca mata indiscriminadamente ni se come algún animal por puro placer; solo mata a aquellos animales que son comestibles, además posee inmunidad para setenta diferentes venenos, creados por inyección en sí mismo con una dosis casi fatal de cada veneno y así causando que su cuerpo creé anticuerpos. También posee un sentido del olfato como el de un animal. Él adoptó al cachorro recién nacido del Lobo de Batalla, llamándolo: Terry Cloth. Él y el resto de los “Cuatro reyes celestiales” fueron entrenados por Ichiryū, el presidente de la IGO. Tras conocer a Komatsu, lo eligió como su chef personal y formó un equipo con él.
En la adaptación japonesa su seiyū es Ryotaro Okiayu, mientras que en el VOMIC (Voice+Comic) es interpretado por Takashi Kondō. Su voz latinoamericana es Dafnis Fernández.
Su método de caza se basa en su fuerza, la cual usa para capturar a sus objetivos, en sus batallas y además de contar con su fuerza física, Toriko también cuenta con la intimidación que produce en sus enemigos ya que cuando lucha aparece un demonio "hannya" detrás de él.
Sus principales ataques se llamam "Fork and Knife" (tenedor y cuchillo). El coloca su mano izquierda en posición de “garra” (Fork) y la derecha en posición de “tajada” (Knife) y después, haciendo uso de su fuerza clava su Fork en la bestia para después cortarle con su knife; y "Kugi Punch" (puñetazo de clavo) consiste en dar un puñetazo seguido de otros muchos golpes individuales con cada nudillo de la misma mano, lo cual provoca que cada golpe sea más destructivo que el anterior. Al principio su límite era de 5 golpes pero actualmente, tras un año y medio en el Mundo Gourmet, su fuerza ha aumentado hasta ser capaz de asestar un número incontable de impactos.
- Komatsu:

Seiyū: Romi Paku (Japonés), Ricardo Bautista (Hispanoamérica)
Cocinero y mejor amigo de Toriko, incursionará en el mundo para buscar los ingredientes más exquisitos y raros, porque según él, un chef mejora al observar los ingredientes en su estado natural; posee un sentido del gusto asombroso, una increíble determinación en momentos difíciles y un valor que compensa por mucho su falta de fuerza física, además de poner todo su empeño y corazón para cocinar los mejores platos, lo que provoca que despertara en él la habilidad conocida como "Suerte Alimentaria"; a pesar de su juventud, es el chef en jefe en un restaurante de 5 estrellas (posteriormente sube a 6 estrellas) y su talento es reconocido por muchos otros personajes a lo largo de la serie (tal como la abuela Setsu, la segunda Melk o Starjun) además de que parece ser la única persona que tiene buena relación con los 4 reyes celestiales (de hecho tanto Zebra como Sanny han intentado hacer equipo con el).
Ha conseguido grandes logros en la cocina, con ingredientes extremadamente difíciles de preparar, pero consiguió una gran fama mundial al ser el único chef en que logró recrear el sabor de la "Century Soup" (hazaña que ni la propia Abuela Setsu consiguió en más de 30 años).
- Sunny:

Seiyū: Mitsuo Iwata (Japonés), José Gilberto Vilchis (Hispanoamérica)
Uno de los “cuatro reyes celestiales” y alumno del jefe de la IGO, tiene una actitud muy arrogante y egoísta, además de ser extremadamente vanidoso (lo que le ha dado fama de ser afeminado), sin embargo en el fondo es muy noble así como fanático de la belleza y busca cualquier oportunidad para señalar una "actitud bella" cuando la ve (por ejemplo, Komatsu se ganó su respeto porque según él "es un chiquillo vulgar y feo pero cuando cocina, hace que todas las cosas combinen hermosamente a su alrededor´´).
Su objetivo es capturar los ingredientes más "hermosos" y crear un menú completo donde cada plato sea totalmente precioso y extremadamente caro y se vale de su habilidad especial que es el control total de su cabello, que al mismo tiempo le da poderes sensitivos extraordinarios y una increíble fuerza.
- Coco:

Seiyū: Takahiro Sakurai (Japonés), Eduardo Ramírez (Hispanoamérica)
Otro de los “cuatro reyes celestiales” (apodado el caballero), es una persona extremadamente amable, gentil, bondadosa y muy popular con las mujeres. Además de ser un Bishokuya también es Adivino Gourmet y puede predecir el futuro gracias a sus ojos increíbles que perciben incluso la sombra de la muerte (gracias a que sus ojos pueden captar el flujo electromagnético de las cosas). Su habilidad principal se basa en la manipulación del veneno de su cuerpo (además tiene inmunidad a cerca de 500 venenos), que es el más tóxico del mundo y también puede crear arcos con flechas y espadas con glóbulos blancos endurecidos mezclados con su veneno.
- Zebra:

Seiyū: Kenji Matsuda
El más peligroso de los “cuatro reyes celestiales”, se le considera una "bestia de primer nivel", debido a su carácter altamente agresivo y salvaje (odia a las personas arrogantes o mentirosas) y su temible apariencia (tiene el cuerpo lleno de cicatrices y su mejilla izquierda esta despedazada) sin embargo, ha demostrado que no es maligno, ya que cumple firmemente sus promesas. Ha extinguido cerca de 26 especies animales las cuales, todas se consideraban peligrosas y dañinas para el ecosistema y aun así fue enviado a la Honey Prisión, aunque luego es liberado para que entrene junto a Toriko y continuar trabajando para la IGO. Zebra posee una increíble fuerza y resistencia física además de que su habilidad se basa en emitir ultrasonidos que pueden destruir cualquier cosa, además de todo posee un “oído infernal” con el que puede escuchar a kilómetros de distancia.
- Rin:

Seiyū: Tano Asami (Japonés), Karen Vallejo (Hispanoamérica)
Hermana menor de Sunny, es una chica atractiva de cabello negro muy corto (motivo por el que Sunny la acusa de tener actitudes masculinas), está muy enamorada de Toriko (de hecho ella intento parecerse a él, haciéndose 3 cicatrices como las suyas, pero al hacérselas en un espejo se equivocó del lado de la cara y solo se dejó una cicatriz), trabaja como entrenadora de bestias para la IGO y es la encargada debido a que puede manejar una muñequera que dispara endorfinas para traquilizar a los animales o motivarlos a luchar; a pesar de que ella también tiene células gourmet en su cuerpo, sus habilidades de pelea no se comparan a las de los reyes celestiales.
- Presentadora Tina (Personaje Exclusivo del Anime):

Seiyū: Nana Mizuki (Japonés), Angélica Villa (Hispanoamérica)
Reportera que trabaja en una importante cadena de televisión, muy hermosa y carismática chica de cabello castaño que siempre está acompañada por su paloma de nombre "Kuppo", al principio se muestra como una gran fanática de Toriko (lo que provoca el enojo de Rin) y se hace muy buena amiga de Komatsu, siempre los acompaña en sus aventuras (aunque ellos no estén de acuerdo) con la finalidad de buscar noticias exclusivas (que generalmente nunca consigue); a pesar de que no cuenta con ninguna habilidad para el combate o para la búsqueda de ingredientes, su valor y tenacidad ha sido de ayuda en momentos críticos y junto con Zongue también sirve como alivio cómico en las situaciones más problemáticas.
- Zonge:

Seiyū: Wataru Takagi (Japonés), Tomoyuki Shimura (Vomic), Salvador Reyes (Hispanoamérica)
Bishokuya de bajo nivel que casualmente se encuentra con Toriko y Komatsu en algunos de sus viajes; tiene un par de cicatrices que atraviesan su cara, dándole un aspecto temible a primera vista (según Toriko parece un zombi) pero realmente es muy ingenuo y algo ignorante por lo que tiene una actitud altanera y bravucona para ocultarlo, aunque generalmente causa el efecto contrario (lo que lo hace uno de los personajes más cómicos de la serie); siempre viene acompañado de 2 subordinados que lo llaman "Zongue-sama" pero aun así nadie recuerda su nombre correctamente (llamándolo Zombie o Bombie) además de que siempre intenta suplir su falta de experiencia como Bishokuya con su amplia experiencia en juegos de Rol y gracias a su inexplicable buena suerte, termina siendo de ayuda a los protagonistas.
- Starjun:

Seiyū: Shin'ichirō Miki (Japonés), Jorge Roldán (Hispanoamérica)
Conocido como uno de los tres "Sous Chef" pertenece al Bishokukai, además de una gran maestría usando GT Robots aún no se conocen sus verdaderas habilidades ni su verdadero objetivo. Starjun muestra ser el más poderoso de los Sous Chef y en el capítulo 156 del manga muestra su rostro sin máscara revelándose como un hombre apuesto, con una gran cicatriz del lado izquierdo de su cara y parte de la garganta. Ha demostrado un gran interés por capturar a Komatsu.
- Joa:

Seiyū: Nanba Keiichi
También conocido como el "Chef Oscuro" (暗いシェフ, Kurai shefu ?) Es un chef legendario, fue el primero en ganar el primer Festival de Cocina hace ya 200 años pero debido rompió varias reglas fue descalificado y condenado al olvido eterno. Actualmente es el Chef personal de Darnil Kahn, el antiguo rey de Jidar y el líder de NEO. Él es el único hombre vivo que es capaz de eliminar por completo el veneno de una Poison Potato y está en posesión de información relacionada con muchos de los ingredientes del menú de Acacia. En especial en su bebida: ATOM. Joa alega que la legendaria "Diosa Chef" Froese es su "madre", aunque si hay algo de verdad en su demanda o lo que conlleva sigue siendo desconocido.

## Otros personajes
- Narrador

Seiyū: Kenjirō Ishimaru
El narrador más destacado en los segmentos cortos al principio de cada episodio del anime Toriko que salió al aire a partir del episodio 2 al episodio 123 en el que el narrador menciona uno de los ingredientes maravillosos de la edad de Gourmet a los espectadores.
- Jefe Mansam:

Seiyū: Jūrōta Kosugi
Viejo bebedor supervisor del Primer biotopo (grandes construcciones que albergan ecosistemas enteros para su estudio) de la IGO.
Se dice que este hombre es el más fuerte de la Organización Internacional Gourmet y parece ser que conoce a los cuatro reyes celestiales desde su infancia.
En algún punto de su pasado fue un criminal hasta que el presidente Ichiryuu "sello su poder".
- Ichiryū:

Seiyū: Kenyū Horiuchi
Presidente de la IGO, mentor y padre adoptivo de Toriko y los otros reyes celestiales. Es un viejo de más de 500 años y gran poder. En su juventud fue entrenado por el mismo Bishokushin Acacia que no solo lo tomo a él como discípulo, sino también a Midora (Jefe del Bishokukai) y El maestro del Knocking Jiro, con quienes parece compartir una lazo de hermanos.
Él es el jefe de Biotopo 0, un biotopo no oficial donde trabajan menos de veinte personas (todos ellos considerados lo mejor de lo mejor y citados personalmente por Ichiryuu) y que está localizado en el mundo Gourmet, donde se estudia el comportamiento de las misteriosas criaturas llamadas "Nitro" que saben cómo obtener el Ingrediente "GOD".
- Melk:

Seiyū: Hiroshi Naka
El mejor Fabricante y afilador de cuchillos del mundo. Melk vive en la montaña Melk (que el mismo construyó) como un ermitaño aislado de la sociedad, pues cree que su apariencia de ogro intimida a todo el mundo (aunque la gente lo ignora porque su volumen de voz es muy bajo) Dice ser una persona sociable, pero desapareció cuando el presidente Ichiryuu solicitó lo que sería "el último trabajo de su vida" Un cuchillo lo suficientemente afilado para obtener la ensalada del menú completo de acacia: "AIR"
- Melk 2.ª generación:

Seiyū: Akiko Yajima
Hija adoptiva de Melk el primero y la actual encargada de la fabricación de los cuchillos de cocina de Melk. Tenía poca confianza debido a lo repentino de la desaparición de su padre y la manera en que ella tuvo que hacerse cargo de su tienda, todo esto hasta que Komatsu le demuestra que es suficientemente buena como para seguir con el trabajo de la primera generación.
- Setsuno:

Seiyū: Sakiko Uran
Tesoro nacional gourmet, antigua primer lugar en el ranking mundial de chefs de la IGO y antiguo combo de Jiro. Ella aparece por primera vez al principio de la saga de "Ice Hell" donde incita a Toriko y Komatsu a embarcarse en un viaje para buscar la sopa del siglo, que ella ha estado intentado recrear los últimos treinta años. Reaparece después en la saga de las cuatro bestias para ser testigo del avance de Komatsu como chef tras haber entrenado En el "HONOR DE LA COMIDA" y una vez más en la saga del "Festival De La cocina" donde es uno de los participantes para ganar el título de Supercocinero (que ella ha estado ganando por los últimos 200 años)
- Midora:

Seiyū: Masaki Terasoma
Jefe del Bishokukai o Corporación Gourmet, es el antagonista principal de la serie y un antiguo camarada de Ichiryuu (al cual incluso llamaba Hermano Mayor) No se sabe porque empezó El Bishokukai (una organización vandálica y sin escrúpulos que hace lo que sea con tal de obtener ingredientes de alto valor) pero se sabe que su plan es obtener el ingrediente "GOD" antes que nadie más, incluso si eso desata una guerra en el mundo.
- Ōtake:

Seiyū: Hiro Yūki
Antiguo compañero de Komatsu en sus días de entrenamiento. Ambos parecían ser amigos cercanos (llamándose Take-chan y Komacchan respectivamente) hasta que Komatsu descubrió que Ootake estaba sobornando a los jueces para incluirse en el ranking de chefs y aumentar sus ganancias. Reaparece en el arco de "La fruta Burbuja" después de haber sido secuestrado por el Bishokukai para sus propios intereses, aunque el parece haber sacado a flote su naturaleza inescrupulosa y ambicioso sin ninguna piedad (habiendo atravesado a Komatsu con un cuchillo, aunque fuese uno de regeneración)
Se sabe que está en un combo con Starjun Aunque Ootake lo ve como un eventual escalón antes de formar un combo con Midora, cosa que agrada a Starjun, y que ahora esta en el mundo gourmet cocinando ingredientes de alto nivel.

## Episodios
- 001: El monstruo gigante desconocido. ¡Toriko, captura al gararadrilo!
- 002: El delicado zumo de frutas de siete colores. ¡En busca de la fruta del arcoíris!
- 003: Prepáralo, la ballena globo venenosa. Coco, el rey celestial aparece.
- 004: La mortal batalla en la caverna. El golpe de clavo quíntuple.
- 005: El maestro paralizador. ¡Es hora de probar la ballena globo!
- 006: El lobo más fuerte que haya existido. El lobo de batalla renace.
- 007: La amenaza aparece. Lucha en el coliseo gastronómico.
- 008: Aquello que se traga. Actívense, células gastronómicas.
- 009: El hombre que reina un dominio invisible. Su nombre es Sunny.
- 010: Carrera a la isla real. La búsqueda de la carne joya.
- 011: Los juegos del diablo. A través del parque del diablo.
- 012: El mejor de los refuerzos de batalla. Coco contra el robot GT.
- 013: La amenaza del veneno mortífero. La fórmula de Coco para la victoria.
- 014: La estética inflexible. La batalla de Sunny.
- 015: El último deseo de Rin. Despierta SuperToriko.
- 016: SuperToriko, los puños de la ira. El golpe de clavo más fuerte.
- 017: El sabor escrito en su ADN. La búsqueda de Toriko del maíz BB.
- 018: El talento de la batalla. Enséñame Terry, futuro rey.
- 019: Por el bien de Terry. Explota con el calor hirviente maíz BB.
- 020: El asesino de la corporación gastronónica. El momento en que las técnicas de Toriko evolucionan.
- 021: Presión demente. Grinpatch contra Toriko.
- 022: El parque de diversiones de la comida. La ciudad satisfecha, la ciudad gastronómica.
- 023: Un sueño hecho verdad. La sopa centenaria de Setsuno.
- 024: Reunión en el salón. La rivalidad entre cazadores gastronómicos.
- 025: El reto del ejército de cazadores gastronómicos. Desembarcar en un infierno congelado.
- 026: De prisa mientras está caliente. La carrera por sobrevivir en el hielo.
- 027: El fuego explosivo sacude la montaña de hielo. La identidad del hombre enmascarado.
- 028: El domador de insectos. Tomi Rod contra Toriko.
- 029: Gratitud y orgullo. El golpe de saca corchos completo de Takimaru.
- 030: Se acabó. Los ataques desesperados de Match y Takimaru.
- 031: El resucitador gastronómico y la ubicación de la sopa centenaria.
- 032: Pelea mano a mano, una batalla feroz. Toriko contra Tomi Rod.
- 033: Desesperación máxima. La modalidad de poder absoluto de Tomi Rod explota.
- 034: Poder maravilloso. El resucitador gastronómico Teppei se une a la batalla.
- 035: La última gota. ¿Quién se quedará con la sopa centenaria?
- 036: Adiós Infierno de hielo. El poder oculto de la abuelita Setsu.
- 037: Sanación espléndida. Aquí viene el resucitador gastronómico Yosaku.
- 038: Carrera a la meta. ¿Será la recuperación de Toriko, o la sopa de Komatsu?
- 039: El mundo del éxtasis. Prueba la sopa centenaria.
- 040: Fiesta de bienvenida. Todos se reúnen en la casa dulce.
- 041: El campeonato del rey gastronómico. La búsqueda del mejor dulce.
- 042: El platillo único. Los compañeros nunca se separan.
- 043: Caliente. Toriko contra el presidente de la OIG.
- 044: Jardín de verduras en los cielos. Cielo de verduras.
- 045: Descubrimiento: el rey de las verduras. El pasto-ozono.
- 046: Confesión en el cielo. La creación del dúo invencible.
- 047: Encuentro terrible. Una forma de vida misteriosa aparece.
- 048: Toriko se da prisa. La verdad sobre el mundo gastronómico.
- 049: Presentando a un contendiente impresionante. El verdadero significado de un compañero.
- 050: Impacto. El cuchillo de cocina roto, y el cuchillero Melk.

Cabe mencionar que esta numeración correspondería a una numeración "internacional" por así decirlo, ya que el episodio número 1 de esta lista corresponde al episodio número 2 de Japón, dado que el episodio número 1 de Japón es el especial Cross over con One Piece (episodio número 492 de esta serie) que no se 'exportó' junto con la serie Toriko, y por lo tanto, cada numeración que no sea japonesa (o en otras palabras, que no tome en cuenta para su numeración el especial mencionado) tendrá un número menos y se deberá sumar 1 número para así corresponder a la numeración japonesa. Lo mismo sucede con el episodio número 51 japonés, que corresponde a un segundo especial Cross over con One Piece (episodio número 542 de esta serie), el que tampoco fue 'exportado' junto con la serie Toriko, y por lo tanto, el episodio número 50 "internacional" corresponde al episodio 52 japonés.
Hasta ahora sólo se han doblado 50 capítulos de Toriko.

## Recepción
Toriko ha recibido un éxito considerable. En 2009, Toriko fue nominado para la segunda edición del Premio Taisho de Manga. El primer y segundo fueron recogidos en volúmenes tankōbon, ambos lanzados el 4 de noviembre de 2008, y se clasificaron 10 y 11, respectivamente, en Gráfico Manga Oricon para su primera semana, con cerca de 70.000 y 67.000 copias vendidas. Fue la décima serie de manga más vendida durante el primer semestre de 2011, con más de 1,8 millones de copias vendidas. Toriko fue la undécima serie de manga más vendida serie del 2012, con más de 3 millones de copias vendidas, y el decimotercer mejor del 2013, con una ganancia de 2,8 millones de dólares. La serie cuenta con 18 millones de volúmenes en circulación a partir de noviembre de 2013. En 2011, Bandai Namco estimó Toriko traería a EE.UU, $ 25,6 millones en juguetes para el año fiscal 2012.Hasta la fecha de 2016 llegó a vender 25 millones de copias.
Otaku EE.UU, José Lustre llam a Toriko "una fiesta absoluta para los amantes de los animales", no poder decir "si Shimabukuro sólo viene con todo en el lugar o si todo está meticulosamente planeado", y dijo que la serie es un ``encanto el cómo se aplica sin esfuerzo los tropos de los shonnes clásicos a un mundo tan extravagante ". Sin embargo, comentó que "La fórmula de Toriko es evidente desde el principio al más puro estilo shonen, las criaturas cada vez más brutales sigan rápidamente ". Deb Aoki escribió para About.com, donde también elogió a las bestias imaginativas y monstruosas de la serie, así como los bits de información ocasionales en la verdadera ciencia de los alimentos, pero llama a la técnica "grotescamente ridícula".
Lisa Pattillo de Anime News Network (ANN) llamó a Toriko un "caballo historia de acción en-su-cara en la parte posterior de un fetch-quest gastronómico". Ella comparó el diseño de Toriko a la de los personajes de Dragon Ball y El Puño de la Estrella del Norte, y sugirió que esto podría disuadir a algunos lectores. ANN Rebecca Silverman afirmó que "Shimabukuro tiene tiempo claramente dedicado y pensado para hacer a mano el mundo de la historia, como criaturas complejas, perfiles de animales y paisajes distintivos dan fe.", y llamó a su arte una "extraña mezcla de la vieja escuela Bizarra de Aventuras JoJo al estilo de los hombres de hombres y más nuevos de una pieza al estilo chibis". Carlo Santos, también para ANN, elogió la acción, diciendo: "Por over-the-top acción, es difícil para vencer la emoción de Toriko perforando un enjambre de insectos gigantes, o el factor de deformación de un villano que literalmente lleva la piel de otro ser humano. ", y llamó el arte con uno de los puntos destacados de la serie. Revisar el anime, dijo Santos "Los aficionados saben qué esperar en cada aventura: hombres fuertes voraces flexionando sus superpoderes, enemigos feroces siendo masacrados por dichos hombres fuertes, y un rico mundo imaginativo lleno de increíblemente deliciosas comidas. Pero la simplicidad de Toriko es también su perdición: no hay giros ingeniosos en la historia, los personajes no se desarrollan en absoluto, ya sea personalmente o interpersonal, e incluso la mayoría de los villanos de cálculo son sólo metas sin sentido la espera de ser derribado uno a uno. El otro caso, fuera de nuevo de la animación también hace un flaco favor a los colores brillantes y los diseños creativos de la serie ".